# Lytse Griene

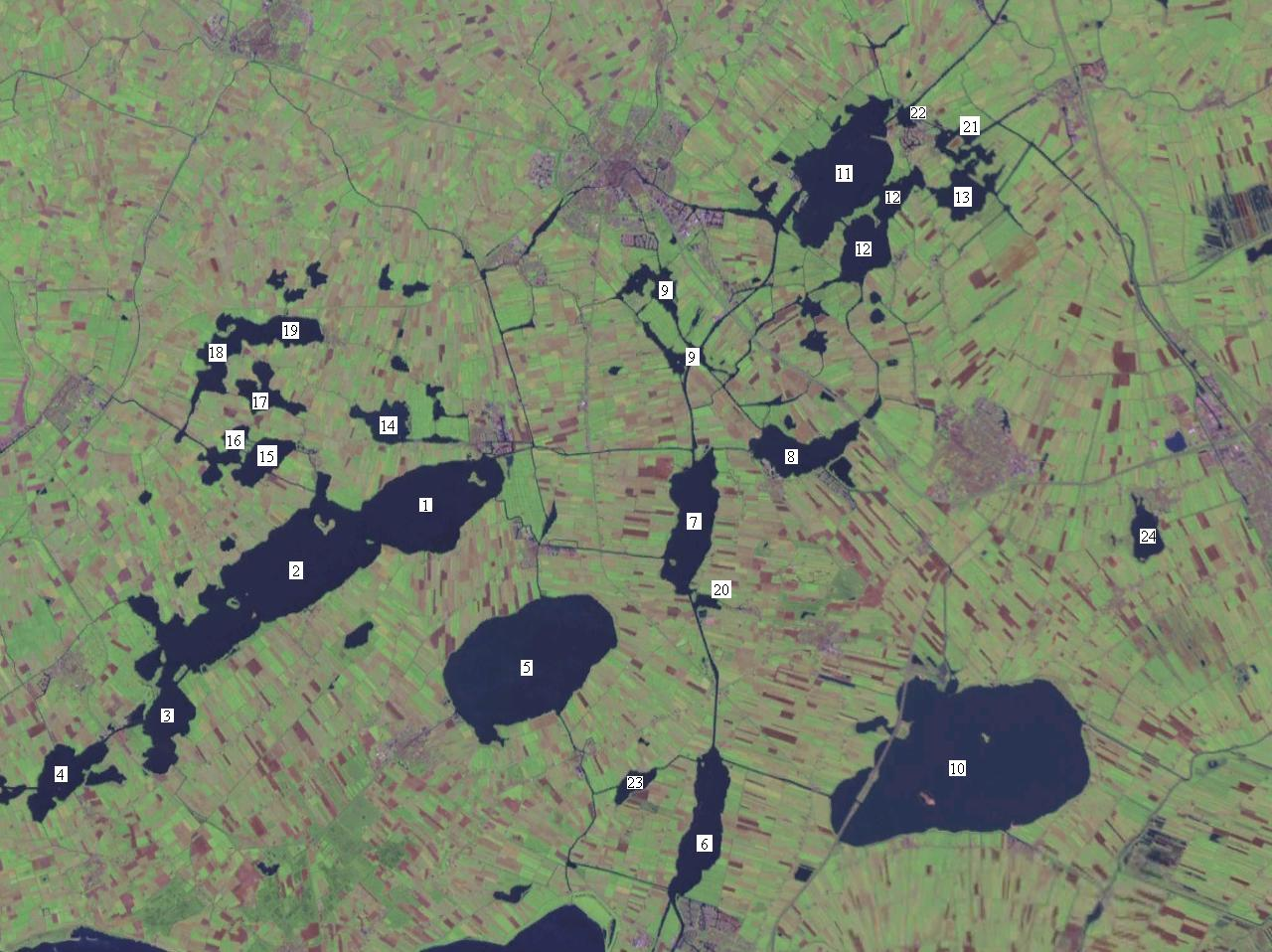
De Friese meren. De Lytse Griene is het T-vormige eiland tussen het Sneekermeer (11) en de Goëngarijpsterpoelen (12).

De Lytse Griene is een onbewoond eilandje in de Nederlandse provincie Friesland dat het Sneekermeer scheidt van de Goëngarijpsterpoelen. Het eiland is T-vormig. De naam betekent letterlijk kleine groene. Het eiland wordt beheerd door Staatsbosbeheer.